# Jawnostka

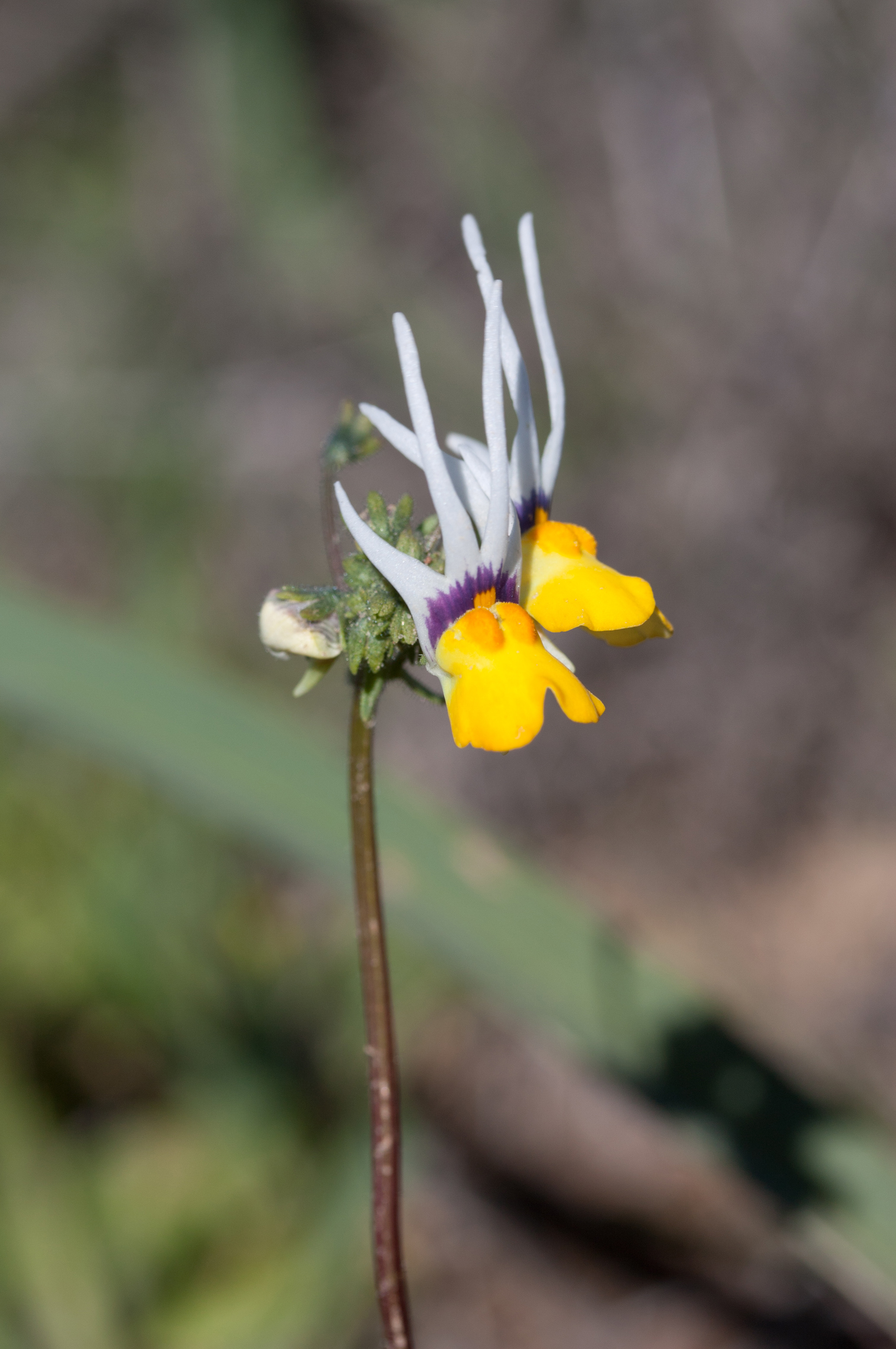
Nemesia cheiranthus

Jawnostka, nemezja (Nemesia) – rodzaj roślin z rodziny trędownikowatych. Obejmuje 58–60 gatunków. Występują one w południowej Afryce, głównie w Prowincji Przylądkowej Zachodniej, nieliczne sięgają dalej na północ do Gór Smoczych i tropikalnej Afryki. Rośliny te rosną w miejscach wilgotnych – nad strumieniami i na źródliskach, wśród skał oraz w miejscach piaszczystych mokrych w okresie zimowym. Kilka gatunków i mieszańców międzygatunkowych uprawianych jest jako rośliny ozdobne, zwykle jednoroczne lub krótkotrwałe byliny. Popularne w uprawie są zwłaszcza jawnostka powabna N. strumosa, N. versicolor, jawnostka ząbkowana (N. denticulata) i N. coerulea oraz mieszańce między nimi.

## Morfologia

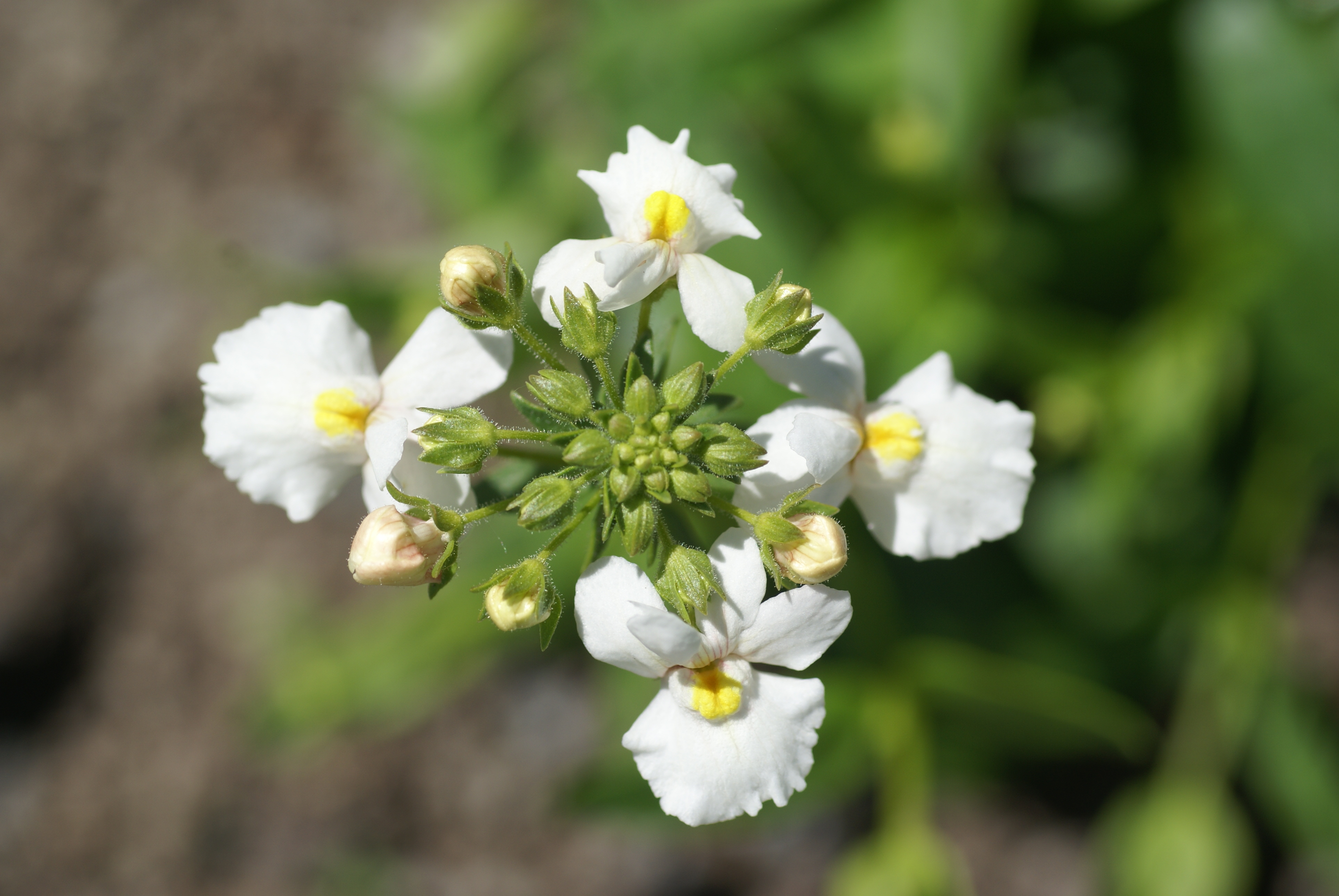
Nemesia floribunda

PokrójByliny, rośliny jednoroczne oraz półkrzewy osiągające zwykle do 30 cm wysokości.
LiścieNaprzeciwległe, pojedyncze, całobrzegie lub ząbkowane.
KwiatyWyrastają w szczytowych, krótkich gronach. Działek kielicha jest pięć i zrośnięte są tylko u nasady. Płatki korony zrośnięte są u nasady w krótką rurkę. Cztery płatki tworzą górną wargę, dolny płatek czasem podzielony na dwie łatki, tworzy dolną wargę, czasem z ostrogą. Płatki mają barwę białą, różową, czerwoną, fioletową, niebieską, pomarańczową lub żółtą, często też są dwubarwne. Pręciki są cztery, w dwóch parach. Zalążnia górna, dwukomorowa, z dużą liczbą zalążków i pojedynczą szyjką słupka zakończoną drobnym znamieniem.
OwoceSpłaszczone torebki otwierające się od szczytu, zawierające liczne, spłaszczone i oskrzydlone nasiona.

## Systematyka
Jeden z rodzajów z rodziny trędownikowatych Scrophulariaceae w jej wąskim ujęciu.
Wykaz gatunków
- Nemesia acornis K.E. Steiner
- Nemesia acuminata Benth.
- Nemesia affinis Benth.
- Nemesia albiflora N.E. Br.
- Nemesia anfracta Hiern
- Nemesia anisocarpa E. Mey. ex Benth.
- Nemesia azurea Diels
- Nemesia barbata (Thunb.) Benth.
- Nemesia bicornis Pers.
- Nemesia bodkinii Bolus
- Nemesia brevicalcarata Schltr.
- Nemesia calcarata E. Mey. ex Benth.
- Nemesia cheiranthus E. Mey. ex Benth.
- Nemesia chrysolopha Diels
- Nemesia coerulea Hiern
- Nemesia cynanchifolia Benth.
- Nemesia deflexa A.L. Grant ex K.E. Steiner
- Nemesia denticulata Fourc. – jawnostka ząbkowana
- Nemesia diffusa Benth.
- Nemesia euryceras Schltr.
- Nemesia flanaganii Hiern
- Nemesia fleckii Thell.
- Nemesia floribunda Lehm. – jawnostka kwiecista
- Nemesia fruticans Benth. – jawnostka cuchnąca
- Nemesia glaucescens Hiern
- Nemesia gracilis Benth.
- Nemesia grandiflora Diels
- Nemesia hanoverica Hiern
- Nemesia ionantha Diels
- Nemesia karasbergensis L. Bolus
- Nemesia karroensis Bond
- Nemesia lanceolata Hiern
- Nemesia leipoldtii Hiern
- Nemesia ligulata E. Mey. ex Benth.
- Nemesia lilacina N.E. Br.
- Nemesia linearis Vent.
- Nemesia lucida Benth.
- Nemesia macrocarpa Druce
- Nemesia macroceras Schltr.
- Nemesia maxii Hiern
- Nemesia melissifolia Benth. – jawnostka melisolistna
- Nemesia micrantha Hiern
- Nemesia pageae L. Bolus
- Nemesia pallida Hiern
- Nemesia parviflora Benth.
- Nemesia petiolina Hiern
- Nemesia picta Schltr.
- Nemesia pinnata E. Mey. ex Benth.
- Nemesia platysepala Diels
- Nemesia psammophila Schltr.
- Nemesia pubescens Benth.
- Nemesia pulchella Schltr. ex Hiern
- Nemesia saccata E. Mey. ex Benth.
- Nemesia strumosa Benth. – jawnostka powabna, nemezja powabna
- Nemesia versicolor E. Mey. ex Benth.
- Nemesia violiflora Roessler
- Nemesia viscosa E. Mey. ex Benth.
- Nemesia zimbabwensis Rendle